# آيت بو الصابون (إداو محند)
آيت بو الصابون هو دُوَّار يقع بجماعة وادي الصفاء، إقليم شتوكة آيت باها، جهة سوس ماسة في المملكة المغربية. ينتمي الدوّار لمشيخة إداو محند التي تضم 33 دوار. يقدر عدد سكانه بـ 301 نسمة حسب الإحصاء الرسمي للسكان والسكنى لسنة 2004.

## وصلات خارجية
- البوابة الوطنية للجماعات الترابية
- المندوبية السامية للتخطيط